# Pegomya bicolor
Pegomya bicolor är en tvåvingeart som först beskrevs av Christian Rudolph Wilhelm Wiedemann 1817.  Pegomya bicolor ingår i släktet Pegomya och familjen blomsterflugor. Arten är reproducerande i Sverige. Inga underarter finns listade i Catalogue of Life.

## Bildgalleri

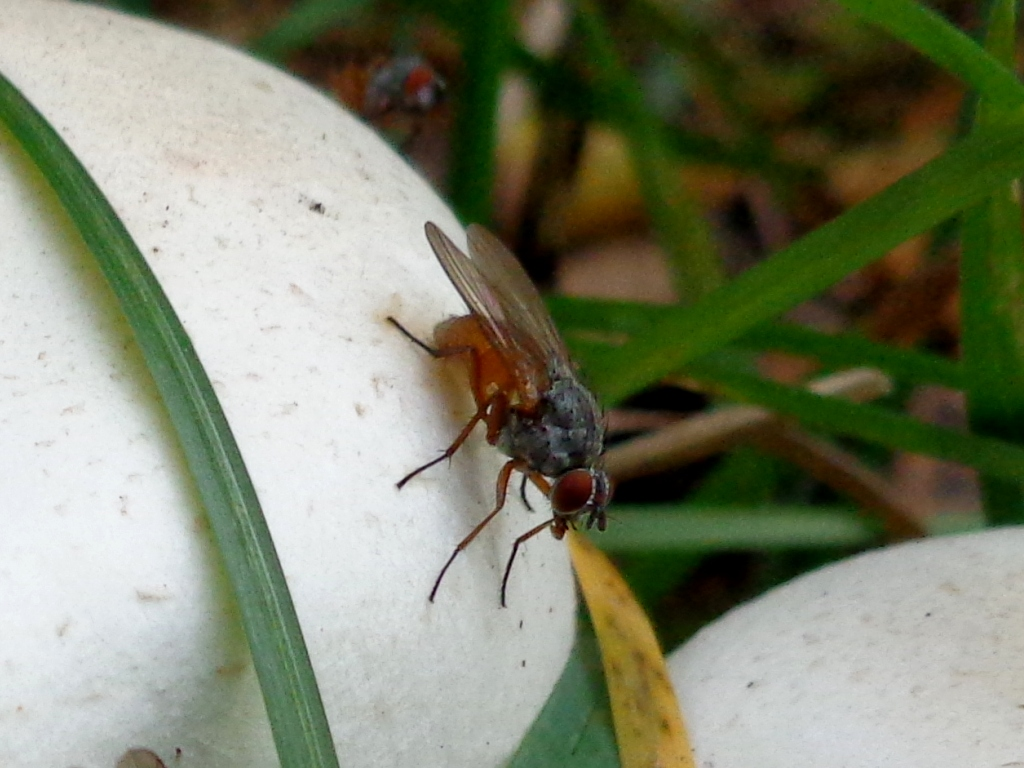
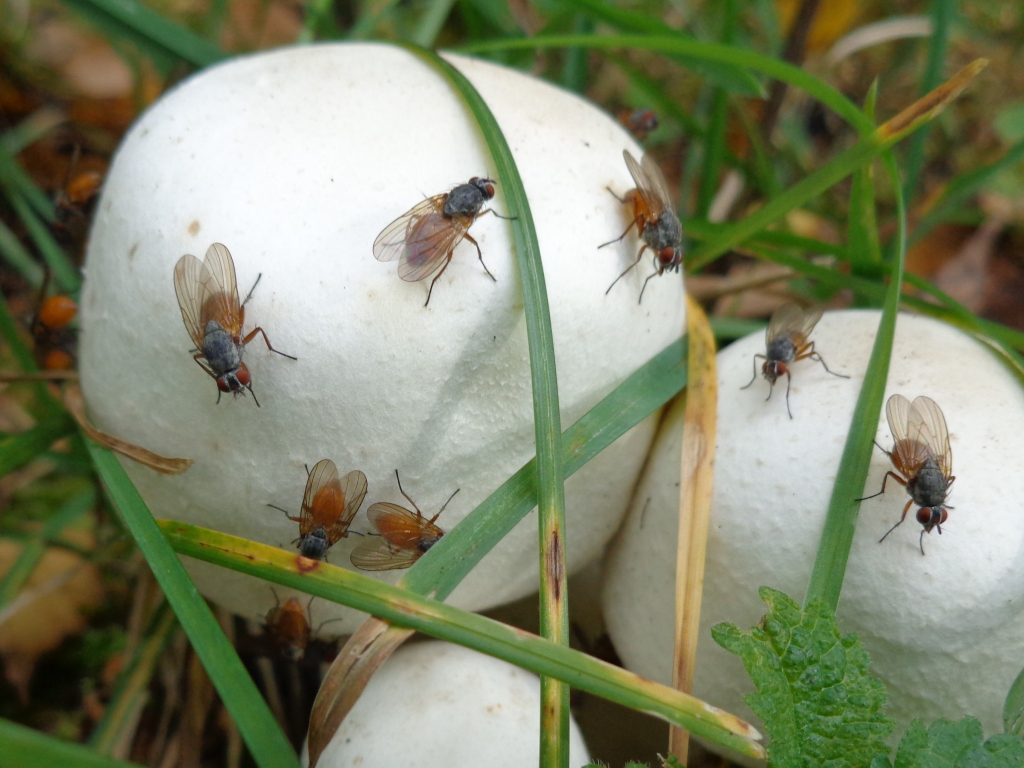
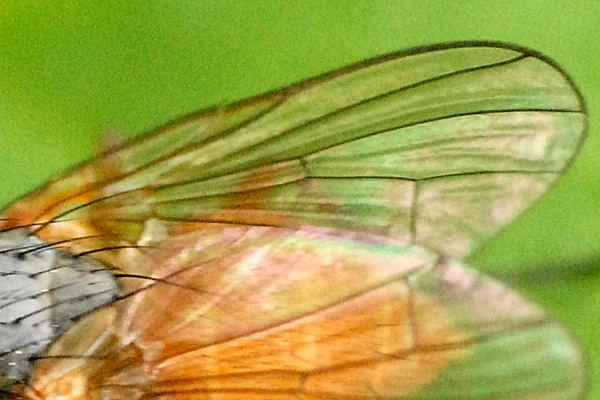